# کووزویل (ویرجینیا)
کووزویل (به انگلیسی: Covesville) یک منطقهٔ مسکونی در ایالات متحده آمریکا است که در شهرستان البمارل، ویرجینیا واقع شده‌است. کووزویل ۲۳۸٫۹۷ متر بالاتر از سطح دریا واقع شده‌است.